# Dalby Stift
Dalby Stift blev oprettet i 1060, da Roskilde Bispedømme blev delt i tre nye bispedømmer. Allerede i 1066 blev området lagt ind under Lund Stift. 
Dalby Stift bestod af Blekinge og det sydlige Skåne. Helligkorskirken i Dalby var domkirke.